# Drosophila spectabilis
Drosophila spectabilis är en tvåvingeart som beskrevs av Elmo Hardy 1965. Drosophila spectabilis ingår i släktet Drosophila och familjen daggflugor.
Artens utbredningsområde är Hawaii.